# Лунка Докиеј (Бакау)
Лунка Докиеј (рум. Lunca Dochiei) насеље је у Румунији у округу Бакау у општини Урекешти. Oпштина се налази на надморској висини од 122 m.

## Становништво
Према подацима из 2002. године у насељу је живело 408 становника, од којих су сви румунске националности.